# 皮央和东嘎遗址
皮央和东嘎遗址，位于西藏自治区阿里地区札达县东嘎村、皮央村，是一处以佛教石窟为主的大规模遗址。

## 简介
皮央和东嘎遗址位于札达县境内的东嘎村、皮央村。由于两村距离很近，遗址规模巨大，故命名为皮央和东嘎遗址。1992年，该遗址在田野考古工作中首次发现。1996年，被列为西藏自治区文物保护单位。2013年，被列为第七批全国重点文物保护单位。
皮央和东嘎遗址的具体创建年代暂时无法确定。有关文献记载也极少，只有一本流传到印度的藏文手抄本《古格普兰王国文》，其中记载皮央寺始建于古格王国建国初期的10世纪，为仁钦桑波当时所建的古格八大佛寺之一，七十年之后又有一次规模较大的改建。另有藏文文献提及东嘎在意希沃时代的10世纪建寺，约12世纪前后由于古格王国国内的分裂斗争，一度成为与都城扎布让对峙的另一个王室的所在地，后来古格王国恢复统一，东嘎丧失了王宫的地位，但仍为古格的政治及文化要地。 1999年，四川大学-西藏自治区文物局联合考古队在东嘎遗址V区墓群进行了了考古挖掘工作，该次工作发现的残存木片可以定年至距今2725~2170年，推测属于向雄文明阶段。
皮央和东嘎遗址分为石窟遗迹、石窟壁画、佛寺与建筑遗迹、佛塔遗迹、出土及采集遗物、墓葬、居住遗址、岩画。
皮央和东嘎遗址存留的石窟总数将近千座，包括礼佛窟、禅窟、僧房窟、仓库窟、厨房窟等各种类型的石窟。礼佛窟内绘有壁画，内容有佛、菩萨、飞天、比丘、供养人像、佛传故事、礼佛图、说法图、密宗曼荼罗、动物、植物、装饰图案。这处石窟群是西藏迄今发现的规模最大的一处佛教石窟遗址，也是中国现存年代最晚的一处大规模石窟遗存。
皮央石窟共分为四个区，编入洞窟872窟。皮央石窟大体上可划分为前山区、后山区。前山区编为第Ⅰ区，洞窟基本呈自北向南直线分布，编号顺序从沟谷北端开始往南，共编为第1至433号窟。后山区编为第Ⅱ区、第Ⅲ区，其中第Ⅱ区洞窟的布局从自北向南转为由东向西，略呈“U”形分布，共编入洞窟145窟；第Ⅲ区自谷底折向西面，直到皮央遗址的最西端，共编入洞窟247窟。皮央遗址的山顶还分布有一些洞窟，编为第Ⅳ区，共编为第1至37号窟。此外，还有若干分散的洞窟未全部编入。
东嘎石窟群共分为五个区，分别为第Ⅰ区至第Ⅴ区。

## 发现过程
1992年6月，西藏文物考察队来到此处进行文物普查。 某天天色已晚，考察队员在乘车返回路上，顺路接了一位牧羊的藏族女孩回家。在车上，考察队员问起小女孩有没有在附近见过“画有壁画的洞子”。小女孩肯定的表示在东嘎村后的山腰上有这样的洞窟。考察队当天赶到东嘎，在距离村子不远的山崖上找到了一字排开的十多座洞窟。
之后的调查中，在距离东嘎两公里处的皮央村，也发现了类似的绘有壁画的洞窟。